# Petra Chocová
Petra Chocová (Česká Lípa, 16 agosto 1986) è una nuotatrice ceca.

## Carriera
Specializzata nella rana, ha vinto il titolo europeo sia in vasca corta che in quella lunga, sulla distanza dei 50 metri, nel 2012.

## Palmarès
- Europei

Debrecen 2012: oro nei 50m rana.
- Europei in vasca corta

Chartres 2012: oro nei 50m rana, argento nei 100m rana e nella 4x50m misti.
- Universiadi

Kazan' 2013: argento nei 50m rana.